# گرک‌لی
گرک‌لی (به لاتین: Gərəkli) یک منطقه مسکونی در جمهوری آذربایجان است که در شهرستان بالاکن واقع شده است. گرک‌لی ۳۶۱۷ نفر جمعیت دارد.

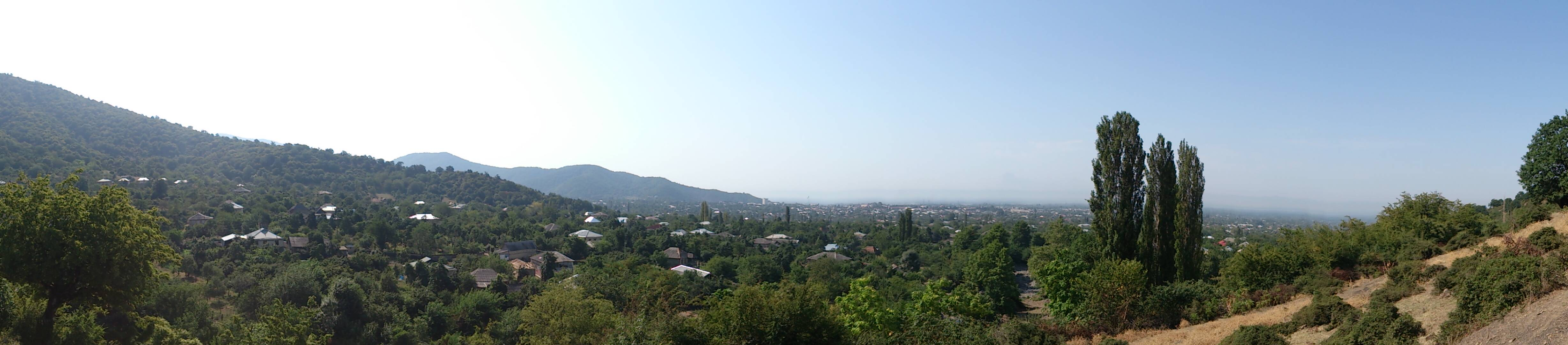